# Референдум в Швейцарии по защите занятости (1924)
Референдум в Швейцарии по защите занятости проходил 17 февраля 1924 года. Избирателей спрашивали, одобряют ли они поправку к федеральному трудовому законодательству. Поправка была отклонена 57,6% голосов.

## Избирательная система
Референдум был факультативным и требовал для одобрения лишь большинство голосов избирателей.

## Результаты
| Выбор                                | Голосов | %    |
| ------------------------------------ | ------- | ---- |
| За                                   | 320 668 | 42,4 |
| Против                               | 436 180 | 57,6 |
| Пустых бюллетеней                    | 7 676   | –    |
| Недействительных бюллетеней          | 1 981   | –    |
| Всего                                | 766 505 | 100  |
| Зарегистрированных избирателей/ Явка | 995 663 | 77,0 |
| Источник: Nohlen & Stöver            |         |      |